# Sidewalk Talk
Sidewalk Talk è una canzone prodotta da John "Jellybean" Benitez, scritta da Madonna e cantata dalla cantante Catherine Buchanan insieme alla stessa Madonna, che oltre a fare il coro canta anche dei pezzi da solista.
Il 45 giri, pubblicato nel dicembre 1984 dall'etichetta discografica EMI, raggiunse una buona popolarità negli USA, dove si piazzò anche tra i primi 20 nella Billboard Hot 100.
Il singolo fu pubblicato in varie versioni, che abbinavano a Sidewalk Talk il brano The Mexican o, nel Regno Unito, la canzone Was Dog a Doughnut.